# Grotte du Vallonnet
La grotte du Vallonnet est un site préhistorique situé à Roquebrune-Cap-Martin, entre Monaco et Menton, dans les Alpes-Maritimes, en France. Il a été découvert en 1958. On y a mis au jour des outils de type oldowayen datant de 1,15 million d'années, ce qui en fait l'un des sites préhistoriques les plus anciens de France, avec le site du Bois-de-Riquet, à Lézignan-la-Cèbe (Hérault), et deux sites du Berry, à Lunery-Rosières (Cher) et Éguzon-Chantôme (Indre), tous datés de plus d'un million d'années.

## Historique
La grotte du Vallonnet a été découverte par une enfant de 8 ans, Marianne Van Klaveren (Poire), en 1958. Elle visitait régulièrement la grotte et y recueillait des morceaux de calcite. Elle a montré ces morceaux à René Pascal, un employé du casino de Monte-Carlo et préhistorien amateur. 
Marianne a montré l'entrée de la grotte à ses parents, à René Pascal et à plusieurs autres personnes, dont l'historien Louis Barral. Les premières fouilles systématiques ont commencé en 1962 sous la direction d'Henry de Lumley, auquel a succédé par la suite Pierre-Elie Moullé.

## Description
La grotte du Vallonnet est située à 110 mètres d'altitude, au-dessus de la baie de Menton, à Roquebrune-Cap-Martin, dans le département des Alpes-Maritimes, en France. 
Elle s'ouvre sur le flanc d'un ravin où coule un petit ruisseau, le Vallonnet, qui descend jusqu'à la baie. La montagne est un massif de roches dolomitiques et calcitiques datant du jurassique, recouvertes d'un poudingue de pierres et de sable durci datant du Miocène. L'entrée de la grotte est étroite et basse et s'ouvre sur un couloir de cinq mètres de long qui débouche dans une salle d'environ quatre mètres de haut.

## Stratigraphie
Les fouilles ont révélé cinq couches distinctes de sédiments dans la grotte :
- La couche I, la plus profonde, est un sol de stalagmites, qui pourrait dater entre 1,4 et 1,37 million d'années. L'analyse des pollens trouvés dans cette couche a montré qu'à l'époque la région avait un paysage boisé, où les arbres dominants étaient les platanes.
- La couche II est composée de sable marin mélangé avec des coquillages et des arêtes de poisson, et date de plus de 1,05 million années. Les arêtes de poissons ont montré qu'à cette époque, la grotte était baignée par une mer tropicale ou subtropicale. Les pollens quant à eux indiquent que les paysages  environnants étaient couverts de forêts de pins et que le climat à cette époque était relativement chaud, avec des hivers doux.
- La couche III est la couche la plus épaisse avec une épaisseur de 1,5 mètre. Elle est formée de sable mélangé à des pierres et des roches de poudingue tombées du plafond de la grotte. On a trouvé dans cette couche de nombreux ossements d'animaux apportés soit par l'homme soit par des animaux prédateurs. Les pollens indiquent un climat plus sec à l'époque, dominé par les bouquets de chênes blancs. Il y a environ un million d'années, l'entrée de la grotte a été creusée par l'érosion, ne laissant des sédiments que dans la partie la plus reculée de la salle intérieure.
- La couche IV, formée de débris de stalagmites, a été datée par résonance paramagnétique électronique entre 900 000 et 890 000 ans. Les pollens de cette époque montrent que le climat était beaucoup plus humide et plus frais que le climat actuel.
- La couche V, la plus superficielle, est composée de différentes couches de sable, qui s'est déposé au cours des périodes successives humides qui ont suivi.

## Couche III
La couche III contient les renseignements les plus importants sur la vie dans la grotte, une collection d'os d'animaux et de nombreux outils lithiques taillés.

### Datation
Cette couche a été datée par le paléomagnétisme, qui montre qu'elle appartient à la période Jaramillo, de polarité géomagnétique normale, située entre les périodes de polarité géomagnétique inverse de Matuyama. Cela a permis aux préhistoriens d'estimer la couche III autour de 1 million d'années.
En août 2017 a été publiée par une équipe internationale la première datation par l'uranium-plomb réalisée sur un site préhistorique européen. Cette méthode ne peut en effet s'appliquer qu'à des sites particulièrement anciens. Les vestiges lithiques ont été trouvés entre deux formations stalagmitiques dont la calcite a été respectivement datée de 1,2 et 1,1 Ma, ce qui donne aux outils de pierre un âge moyen d'environ 1,15 Ma. La grotte du Vallonnet est ainsi l'un des sites préhistoriques les plus anciens de France.

### Paléofaune
Il semble que la grotte ait été utilisée comme repaire par des grands carnivores, notamment l'ours des cavernes, la panthère, le tigre à dents de sabre et la hyène des cavernes. Ces prédateurs apportaient dans la grotte des carcasses d'herbivores; cerfs, bisons, petits bovidés, rhinocéros, chevaux et sangliers. Lorsque les prédateurs quittaient la grotte, elle était utilisée par les humains qui y ont laissé leurs outils.
Les ossements de 25 espèces différentes de mammifères ont été découverts dans la grotte, ayant toutes les caractéristiques d'animaux ayant vécu au Pléistocène inférieur. Outre ceux mentionnés ci-dessus, on a retrouvé des os de jaguar eurasiatique (Panthera gombaszoegensis), de léopard (Acinonyx pardinensis), d'éléphant méridional (Mammuthus meridionalis) et autres. 
D'autres espèces ont été datées du milieu du Pléistocène, comme une des premières espèces de loup (Canis mosbachensis), un des premiers renards (Alopex praeglacialis) et un lynx des cavernes (Lynx spelaea).

### Outils lithiques
On a trouvé dans la couche III 111 outils lithiques de type oldowayen taillés par l'homme. La plupart sont en calcaire, moins souvent en grès, avec un petit nombre en quartz ou en silex. Les outils de percussion, ou plus souvent de martèlement, sont les plus fréquents. Il s'agit notamment d'outils de découpage, de mauvaise qualité. Aucun des outils n'a été retravaillé pour améliorer sa qualité. La partie centrale d'un fémur de bison qui a été retrouvé là montre des signes que l'os a été broyé par un outil.
Alors que la plupart des os retrouvés dans la grotte avaient été brisés par les dents des prédateurs, un certain nombre d'entre eux portaient des marques attestant qu'ils avaient été brisés par ces premiers outils. Il semble que les premiers visiteurs humains de la grotte du Vallonnet utilisaient leurs outils de pierre pour briser les os et en extraire la moelle.

### Autres traces
Il n'y a pas de traces de feu dans la caverne qui n'était apparemment pas encore domestiqué.
Il semble que les hommes qui ont fréquenté la grotte ne soient pas principalement des chasseurs, mais plutôt des charognards vivant de la viande d'animaux tués par des prédateurs. Il n'y a également aucun signe pouvant faire penser qu'ils vivaient dans la grotte.

## Protection
La grotte a été classée au titre des monuments historiques par arrêté du 28 avril 2004,.

### Photographies
- Patrimages : Roquebrune-Cap-Martin, grotte du Vallonnet
- Patrimages : Roquebrune-Cap-Martin, grotte du Vallonnet, habitat
- Patrimages : Roquebrune-Cap-Martin, grotte du Vallonnet, occupation